# Polarimetria
La polarimetria è un metodo di analisi ottico basato sull'interazione radiazione-materia, che si basa sulla capacità delle molecole chirali di deviare il piano della luce polarizzata linearmente.
La polarimetria, come il dicroismo circolare, dunque è una tecnica che utilizza radiazioni elettromagnetiche asimmetriche, per cui è intrinsecamente in grado di distinguere tra enantiomeri. La sua principale applicazione riguarda la determinazione del potere rotatorio e della concentrazione di saccarosio e glucosio in materie prime e prodotti alimentari zuccherini, misurazione pratica e molto veloce.

## La luce polarizzata

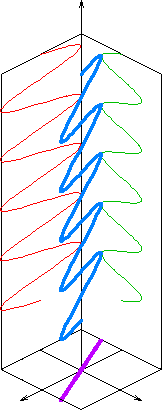
Onda elettromagnetica linearmente polarizzata.

La luce è un'onda elettromagnetica che consiste in un campo elettrico E e un campo magnetico H oscillanti, che possono essere rappresentati da vettori perpendicolari tra loro, e perpendicolari alla direzione di propagazione.
Il piano di polarizzazione è il piano su cui oscilla il campo elettrico E, ma poiché una sorgente di luce è di solito composta da un insieme di emettitori disposti in maniera casuale, la luce emessa è un insieme di onde con tutte le possibili orientazioni del vettore E. La luce polarizzata linearmente invece è una radiazione elettromagnetica in cui il vettore E oscilla in un solo ben preciso piano di polarizzazione. La luce polarizzata linearmente (spesso chiamata semplicemente luce polarizzata) è ottenuta dalla luce non polarizzata per mezzo dei filtri polarizzatori, che in un polarimetro sono rappresentati normalmente dalla tormalina, da un prisma di Nicol o un prisma di Glan Thompson, oppure da herapatiti (polaroidi artificiali). La luce polarizzata può essere considerata una radiazione asimmetrica in grado d'interagire, quella del vettore elettrico E e quella del vettore magnetico H costituiscono una terna di vettori ortogonali non sovrapponibili alla sua immagine speculare.

## Schema generale di un polarimetro
Il polarimetro è lo strumento che permette la misurazione del potere rotatorio di sostanze otticamente attive. I suoi elementi costitutivi fondamentali, in ordine di disposizione costruttiva, possono così schematizzarsi:
- sorgente di luce;
- polarizzatore;
- tubo polarimetrico, contenente l'analita;
- analizzatore del fascio di luce, posto in uscita dal tubo polarimetrico e mobile;
- oculare, tramite il quale viene visualizzato l'angolo di rotazione tramite una scala.

Quando polarizzatore e analizzatore vengono incrociati con un tubo polarimetrico che non contiene alcuna sostanza, si ha estinzione del raggio luminoso con un campo buio osservabile tramite l'oculare. Quando sul cammino ottico della luce polarizzata viene invece interposta una sostanza otticamente attiva, viene impartita al piano di polarizzazione una rotazione di un determinato angolo φ e il campo appare illuminato. Ruotando l'analizzatore di un angolo con stesso segno e valore assoluto dell'angolo φ si ottiene l'oscuramento del campo e viene effettuata la misura del potere rotatorio sfruttando la componente luminosa diretta verso lo stesso analizzatore, mentre la componente normale viene estinta. Nella pratica costruttiva, per ottenere una sensibilità della misura accettabile, si lavora con strumenti che utilizzano un campo bipartito o tripartito ponendo, rispettivamente, un altro o altri due filtri polarizzatori dopo il filtro principale.
Esistono delle varianti al classico polarimetro, delle quali sono degne di nota:
- il polarimetro di Lippich a penombra (campo oscuro + campo illuminato);
- lo spettropolarimetro, che permette la registrazione automatica e continua di uno spettro che mostra l'andamento della dispersione rotatoria in funzione della lunghezza d'onda della luce;
- il polarimetro fotoelettrico, che utilizza un rivelatore fotoelettrico per confrontare l'intensità luminosa dei semicampi;
- il saccarimetro, polarimetro in cui l'analizzatore è fisso e la misura del potere rotatorio viene effettuata mediante un sistema di prismi di quarzo (tra l'altro la dispersione rotatoria del quarzo è praticamente uguale a quella del saccarosio) che agiscono da "compensatori" ruotando il piano della luce polarizzata in senso inverso rispetto a quello della sostanza in esame.